# Gymnocorymbus
Gymnocorymbus is een geslacht van straalvinnige vissen uit de familie van de karperzalmen (Characidae).

## Soorten
- Gymnocorymbus bondi (Fowler, 1911)
- Gymnocorymbus ternetzi (Boulenger, 1895) – Zwarte tetra
- Gymnocorymbus thayeri Eigenmann, 1908